# Appelez-moi Dave
Pour plus de détails, voir Fiche technique et Distribution.
Appelez-moi Dave ou Voici Dave au Québec (Meet Dave) est un film américain réalisé par Brian Robbins, sorti en 2008.

## Synopsis
Afin de sauver leur monde, un équipage d'extraterrestres minuscules arrive sur Terre dans un vaisseau très spécial, qui leur permet de passer (presque) inaperçus. Il s'agit de la réplique parfaite d'un homme, qui ressemble au capitaine du vaisseau, dont chaque membre d'équipage est responsable d'une partie du corps. Mais ressembler à un être humain est une chose — se comporter comme un être humain s'avère être beaucoup plus compliqué.

## Fiche technique
- Titre original : Meet Dave
- Titre français : Appelez-moi Dave
- Titre québécois : Voici Dave[1]
- Réalisation : Brian Robbins
- Scénario : Rob Greenberg (en) et Bill Corbett (en)
- Direction artistique : Beat Frutiger
- Décors : Clay A. Griffith
- Costumes : Ruth E. Carter
- Photographie : Clark Mathis (en)
- Son : Richard Bryce Goodman (en)
- Montage : Ned Bastille
- Musique : John Debney
- Production : Jon Berg, David T. Friendly (en) et Todd Komarnicki
  - Production associée : Lars P. Winther
  - Production déléguée : Thomas M. Hammel et Arnon Milchan
- Sociétés de production : 20th Century Fox, Regency Enterprises, Friendly Films, Guy Walks into a Bar Productions, Dune Entertainment et Deep River Productions
- Société de distribution : 20th Century Fox
- Budget : 60 000 000 $[2]
- Pays d'origine :  États-Unis
- Langue originale : anglais
- Format : couleur - 35 mm - 1,85:1 - son Dolby Digital / DTS / SDDS
- Genre : comédie et science-fiction
- Durée : 90 minutes
- Dates de sortie :
  - États-Unis : 11 juillet 2008
  - France : 13 août 2008

## Distribution
- Eddie Murphy (VF : Med Hondo ; VQ : François L'Écuyer) : Dave Ming Cheng / le capitaine
- Elizabeth Banks (VF : Sylvie Jacob ; VQ : Viviane Pacal) : Gina Morrison
- Ed Helms (VF : Philippe Cruzéby ; VQ : Frédéric Paquet) : no 2 – second en chef
- Scott Caan (VF : Luc Boulad ; VQ : Louis-Philippe Dandenault) : officier Dooley
- Kevin Hart (VF : Sidney Kotto ; VQ : Stéphane Brulotte) : no 17
- Mike O'Malley (VF : Jean-Jacques Nervest ; VQ : Denis Roy) : officier Knox
- Pat Kilbane (en) (VF : Gilles Morvan ; VQ : Marc-André Bélanger) : no 4 – officier de la sécurité
- Marc Blucas (VQ : Alexandre Fortin) : Mark Rhodes
- Judah Friedlander : ingénieur
- Jim Turner : Docteur
- Austyn Myers (VF : Lewis Weill ; VQ : Léa Coupal-Soutière) : Josh Morrison
- Adam Tomei : no 35
- Brian Huskey (en) : lieutenant Right Arm
- Shawn Christian : lieutenant Left Arm
- John Gatins : le contrôleur du trafic aérien
- Gabrielle Union (VF : Géraldine Asselin ; VQ : Isabelle Leyrolles) : no 3 – officier de la culture

 Source et légende : version française (VF) sur AlloDoublage.

## Distinctions

### Récompenses
- Razzie Awards 2010 : pire acteur de la décennie pour Eddie Murphy (également pour Showtime, Pluto Nash, Espion et demi, Norbit et Dans ses rêves)[4]

### Nominations
- Teen Choice Awards 2008 : meilleure comédie de l'été[5]
- Razzie Awards 2009[6] :
  - Pire acteur pour Eddie Murphy
  - Pire couple à l'écran pour Eddie Murphy à l'intérieur d'Eddie Murphy